# Coppenbrügge
Coppenbrügge – miasto (niem. Flecken) i jednocześnie samodzielna (niem. Einheitsgemeinde) w Niemczech, w kraju związkowym Dolna Saksonia, w powiecie Hameln-Pyrmont.